# أميت بيتون
أميت بيتون (بالعبرية: עמית ביטון‏) هو لاعب كرة قدم إسرائيلي في مركز قلب الدفاع، ولد في 24 يوليو 1996 في بئر السبع في إسرائيل. لعب مع هابوعيل تل أبيب.

## وصلات خارجية
- أميت بيتون على موقع قاعدة بيانات كرة القدم.إي يو (الإنجليزية)
- أميت بيتون على موقع Soccerway.com (الإنجليزية)
- أميت بيتون على موقع عالم كرة القدم.نت (الإنجليزية)
- أميت بيتون على موقع AS.com (الإسبانية)